# Czesław Badowski

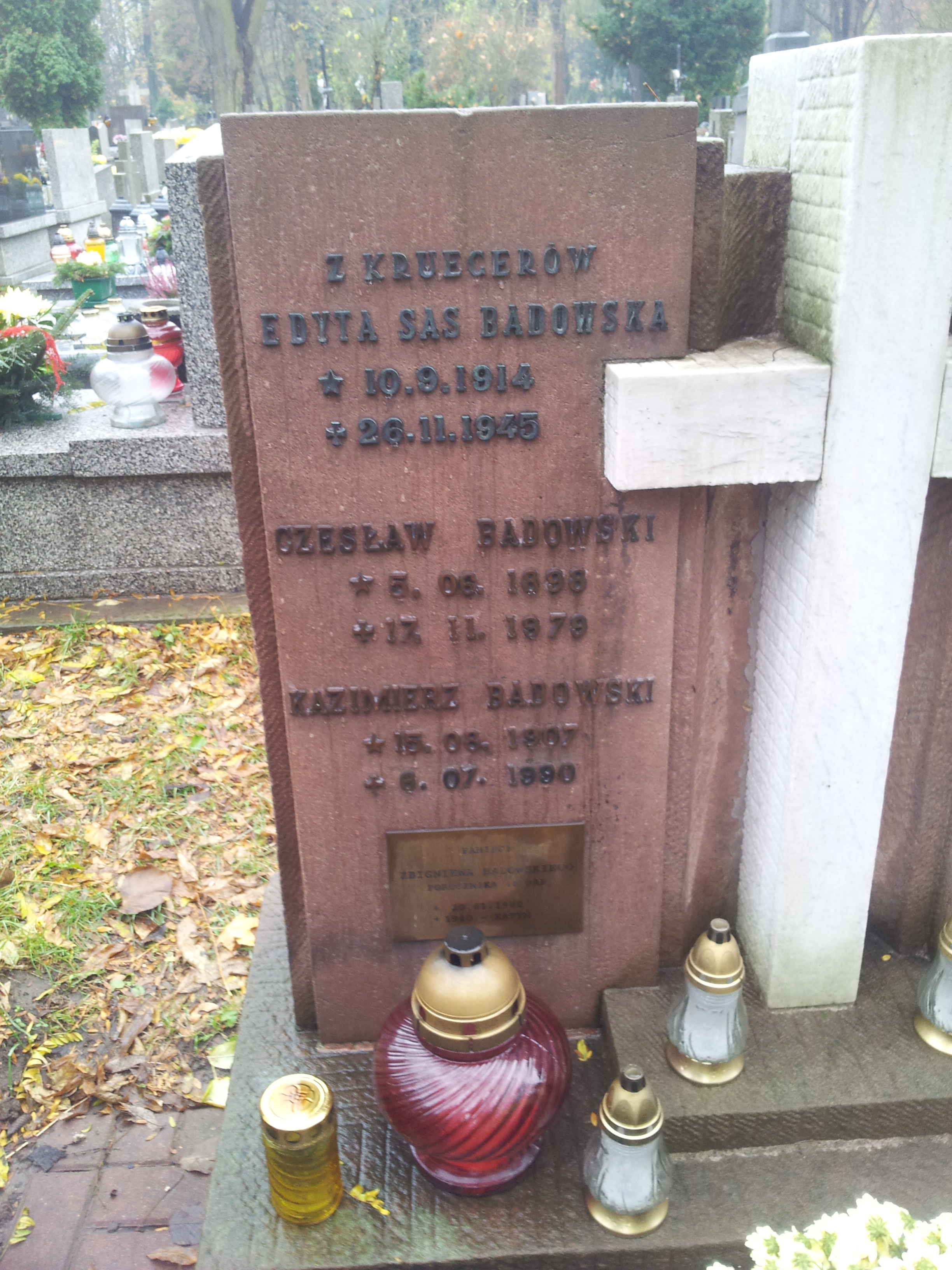
Nagrobek Czesława Badowskiego na cmentarzu Rakowickim w Krakowie

Czesław Badowski (ur. 17 czerwca 1898 w Regowie Starym, zm. 17 listopada 1979 w Białymstoku) – polski nauczyciel, wychowawca i leśnik.

## Życiorys
Był najstarszym synem Konrada Badowskiego i Balbiny z domu Wosatko, bratem Zbigniewa Badowskiego i Kazimierza Badowskiego. Jego ojciec pełnił obowiązki zarządzającego dobrami Regów i miejscową stadniną koni arabskich. 
W 1918 roku ukończył liceum (Polska Szkoła Średnia Macierzy polskiej) w Kijowie. W 1921 roku rozpoczął studia w Szkole Głównej Gospodarstwa Wiejskiego w Warszawie na wydziale leśnym, które ukończył w 1925 roku z tytułem inżyniera leśnika. W czasie studiów, w akademiku mieszczącym się w tzw. "koszarach Blocha", miał miejsce incydent z udziałem Czesława Badowskiego i Stefana Grzebalskiego. Po ostrej wymianie zdań Grzebalski wystrzelił kilkukrotnie w stronę Badowskiego, na szczęście chybiając, po czym doszło do wymiany ciosów, w wyniku której Badowski otrzymał kilka ran zadanych rękojeścią rewolweru.
Na przełomie lat 1927/28 rozpoczął pracę jako wykładowca w Państwowej Średniej Szkole Rolniczo-Leśnej w Żyrowicach na Nowogródczyźnie. Prowadził zajęcia z mineralogii i geologii, zoologii, pomiaru drzew i drzewostanów, administracji oraz rachunkowości. W latach 1935 i 1936 opracował skrypt „Pomiar drzew i drzewostanów”, który służył uczniom jeszcze po II wojnie światowej w Zwierzyńcu. W szkole w Żyrowicach pracował aż do czasu rozwiązania szkoły, tj. do 17 września 1939 roku.
W czasie okupacji, razem z bratem Kazimierzem, Czesław zaczął zajmować się genealogią rodziny Badowskich herbu Sas. Wynikiem jego dociekań i badań było odtworzenie rodzinnego drzewa genealogicznego.
Mieszkając w Żyrowicach, Czesław Badowski pełnił też funkcję prezesa zarządu Związku Rezerwistów miejscowego koła w powiecie Słonik.
W 1945 roku Ministerstwo Leśnictwa powierzyło Czesławowi Badowskiemu zadanie zorganizowania Państwowego Gimnazjum Leśnego w Zwierzyńcu. Z tego zadania wywiązał się z powodzeniem. Pełnił też funkcję pierwszego dyrektora tej placówki oświatowej. 
W 1948 roku podjął pracę jako nauczyciel w gimnazjum leśnym w Brynku, ale już w 1951 roku został pozbawiony, razem z innymi przedwojennymi nauczycielami, możliwości pracy w szkole. Całkowitej rehabilitacji doczekał się dopiero we wrześniu 1957 roku, kiedy to stwierdzono, że jego usunięcie ze szkoły było dla niego krzywdzące, a on sam miał "szczególnie wysokie kwalifikacje do zajmowania stanowisk w szkolnictwie leśnym". Pomimo rehabilitacji nie podjął już pracy w oświacie i aż do emerytury pracował jako główny inżynier białostockiego przedsiębiorstwa "Las".
Czesław Badowski nie założył rodziny i zmarł bezpotomnie w Białymstoku w wieku 83 lat. Został pochowany na cmentarzu Rakowickim w Krakowie.

## Upamiętnienie
15 września 2007 roku w Zespole Szkół Drzewnych i Ochrony Środowiska im. J. Zamoyskiego w Zwierzyńcu odsłonięto tablicę pamiątkową poświęconą Czesławowi Badowskiemu. Jego imię nosi też jedna ze zwierzynieckich ulic.